# (27972) 1997 TA18
(27972) 1997 TA18 là một tiểu hành tinh vành đai chính. Nó được phát hiện bởi Atsushi Sugie ở Dynic Astronomical Observatory Nhật Bản, ngày 8 tháng 10 năm 1997.